# Hilshire Village (Teksas)
Hilshire Village je grad u američkoj saveznoj državi Teksas. Prema popisu stanovništva iz 2010. u njemu je živjelo 746 stanovnika.